# 索斯尼夫卡 (科諾托普區)
51°9′6″N 33°6′38″E / 51.15167°N 33.11056°E

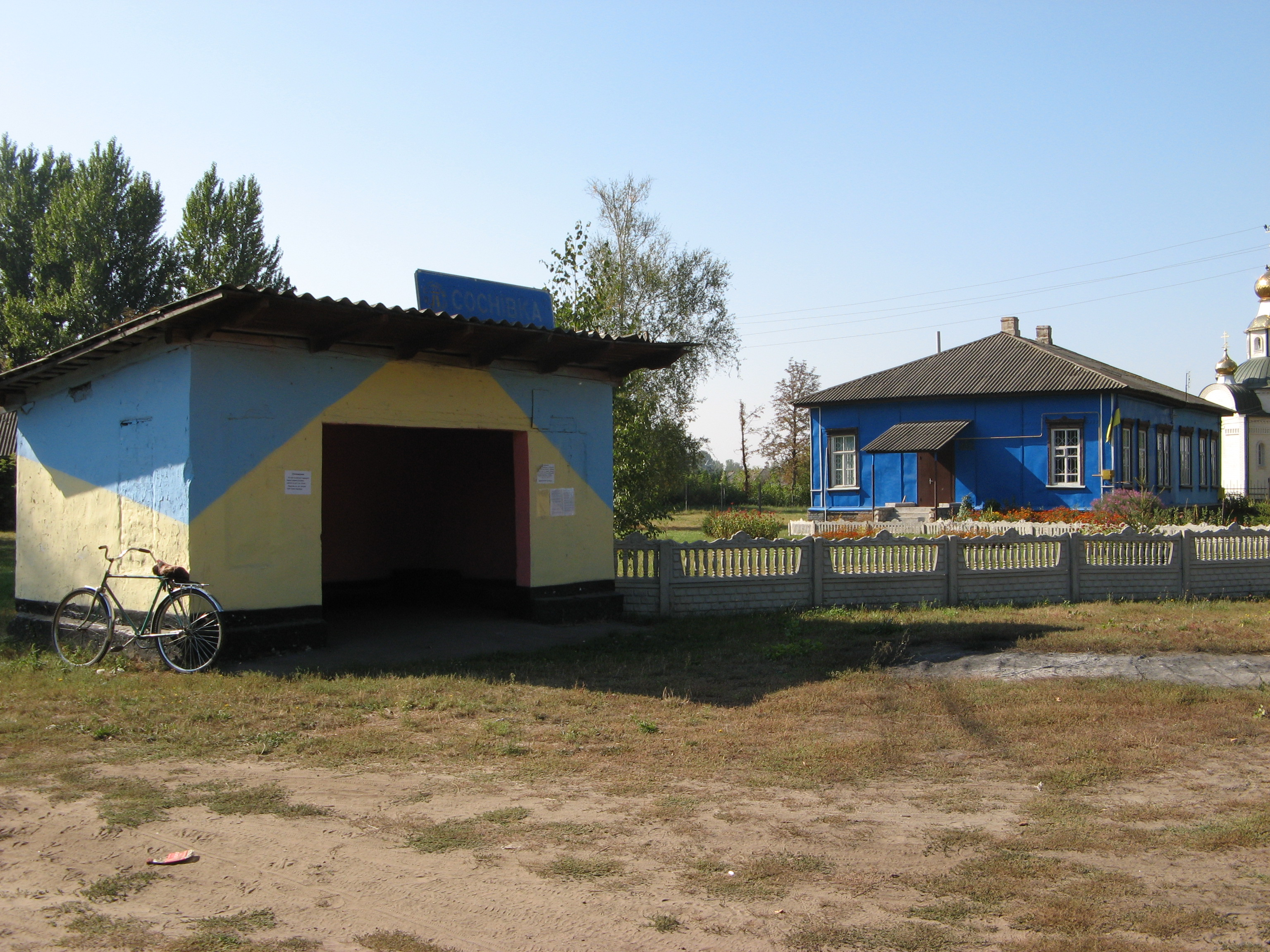

索斯尼夫卡（烏克蘭語：Соснівка）是位於烏克蘭東北部的村莊，由蘇梅州科諾托普區的波皮夫卡市鎮負責管轄。該村處於庫基爾卡河畔，距離維利涅2公里，海拔高度150米。